# Perverso narcisista
El pervertido narcisista es una persona sin capacidad de empatía real.  Su empatía es más bien utilitaria, pues sólo reconoce las necesidades del otro en la medida que sirvan a su propio beneficio. Cabe destacar que tiene algo de morbosidad.
Esta expresión es una personificación de una serie de desviaciones, las cuales se asocian a un conjunto de síntomas descritos en 1986 por Paul-Claude Ramiro como una organización estable caracterizada por la capacidad y el placer de resguardarse de los conflictos internos y en particular del "dolor por el otro," haciéndose valer en detrimento de un objeto manipulado como un utensilio. 
Ramiro no intentó caracterizar a individuos particulares en sus primeros escritos.  Más bien desarrolló el concepto como "una disfunción en la interacción," concepto retomado por Gérard Bayle, quien explica que la noción de perverso narcisista sirve para describir los procesos perversos en las familias y los grupos.

## Definición
Es difícil establecer una definición del perverso narcisista; ello sólo es factible mediante el análisis de casos concretos. 
El término se acota, pues, de forma empírica y sin consenso de la comunidad médico-científica. Sin embargo, los constructos que más se acercan a este concepto son el Trastorno narcisista de la personalidad y la Psicopatía.
Sin embargo, este recurso terminológico se utiliza a veces en psicopatología para designar a individuos que presentan una personalidad marcada por rasgos exacerbados de Narcisismo y de perversión, consistente en la satisfacción de deseos y necesidades a expensas de los otros. Similar al rasgo de personalidad Maquiavélico-pasivo controlador, pero con algunas diferencias notables.
Para Marie-France Hirigoyen, la perversidad no proviene de un trastorno psiquiátrico sino de una fría racionalidad que se combina con la incapacidad de considerar a los demás como seres humanos.  El perverso sabe cómo seducir al grupo y conseguir que funcione de manera inhabitual; conoce sus límites y frena su acción cuando percibe que puede ser descubierto. 
Los individuos perversos narcisistas, según Alberto Eiguer, son aquellos que bajo la influencia de su "grandioso yo", intentan crear un vínculo con un segundo individuo, atacando muy especialmente su propia imagen de integridad con el fin de desarmarlo. Para Eiguer, estos individuos atacan el amor propio de los otros, su confianza y la autoestima para hacerles creer que el vínculo con el perverso es irremplazable y que es el otro quien lo solicita.

## El actuar perverso
El perverso narcisista adolece de incapacidad patológica para sentir culpa y sólo le preocupa la imagen que proyecta al resto, sin llegar a considerar a los otros como personas, es decir para él sólo son objetos que puede utilizar. 
El actuar perverso, según Marie-France Hirigoyen, se caracteriza por la falta de comunicación, ya que este sujeto elude las preguntas directas y como no habla proyecta una imagen de grandeza o de sabiduría. 
El agresor perverso siempre niega la existencia del reproche y del conflicto; neutraliza, pues, a la víctima al hacerle creer que el problema es inexistente. 
El mensaje del perverso suele ser voluntariamente vago; con ello genera confusión y aún recurre a negar lo dicho para eludir los reproches.  Al tiempo que se abstiene de terminar sus frases, utiliza alusiones y envía mensajes sin comprometerse. 
El perverso utiliza la mentira, pero no de una forma directa; más bien prefiere usar un conjunto de insinuaciones y silencios que generen un malentendido en su propio beneficio.
La agresión perversa se caracteriza por llevarse a cabo en silencio, mediante alusiones e insinuaciones.  Con ello, el perverso evita que se pueda determinar cuándo haya podido comenzar, o bien que se pueda catalogar su naturaleza, ya que infunde confusión en la víctima; ésta, si llega a señalar el hecho pernicioso, será refutada por el sujeto perverso y, más aún, la querrá convencer de que es ella la agresora.

## La seducción perversa
Las relaciones de acoso que establecen los perversos narcisistas se desarrollan en dos fases, primero la seducción y luego la violencia. El periodo de seducción puede durar años; Racamier lo llama "privación del seso" cuando explica el proceso de preparación y desestabilización que sufre la víctima, hasta acabar ésta perdiendo la confianza en sí misma. 
La seducción se produce a través de un proceso de influencia y dominación. En este proceso de seducción en una sola dirección el perverso procura fascinar sin ser descubierto, a través de una conjura de la realidad y una manipulación de las apariencias. 
El dominio se produce a través de tres ejes de control, que tienen un componente destructor, que anula el deseo y la especificidad de la víctima: 
- Una acción de apropiación mediante el desposeimiento del otro; 
- Una acción de dominación que mantiene al otro en un estado de sumisión y dependencia;
- Una acción de discriminación que pretende marcar al otro.

## La violencia perversa
Para Hirigoyen, la violencia perversa es difícil de detectar por los testimonios externos y es negada por el agresor, que se niega a asumir su responsabilidad en el problema y culpa a la víctima. 
Para la psiquiatra esto constituye una violencia adicional, que recae sobre la víctima cuyo testimonio es despojado de credibilidad, lo que genera una violencia reactiva en ésta. 
La violencia del perverso es indirecta, no deja marcas físicas ni heridas pero sí daños psicológicos que pueden ser de por vida. Esto constituye un tipo de acoso moral, es decir una repetición frecuente, intencionada, indirecta e invisible.